# Ю Ин Тхак
Ю Ин Тхак (кор. 유인탁?, 柳寅卓?; род. 10 января 1958, Кимдже, Чолла-Пукто) — корейский борец вольного стиля, чемпион Олимпийских игр, призёр Азиатских игр.

## Биография
В 1981 году завоевал «серебро» на Универсиаде. В том же году выступил на чемпионате мира и остался шестым. В 1982 году на розыгрыше Кубка мира был пятым и занял третье место на Азиатских играх
На Летних Олимпийских играх 1984 года в Лос-Анджелесе боролся в категории до 68 килограммов (лёгкий вес). Участники турнира, числом в 22 человека в категории, были разделены на две группы. За победу в схватках присуждались баллы, от 4 баллов за чистую победу и 0 баллов за чистое поражение. Когда в каждой группе определялись три борца с наибольшими баллами (борьба проходила по системе с выбыванием после двух поражений), они разыгрывали между собой места в группе. Затем победители групп встречались в схватке за первое-второе места, занявшие второе место — за третье-четвёртое места, занявшие третье место — за пятое-шестое места. Несмотря на то, что корейский борец убедительно выигрывал, он получал всё больше травм и по словам самого Ю Ин Тхака, вышел на финальную встречу «превратившимся в развалину». Финальная встреча закончилась вничью, и корейский борец победил по предпочтению судей. На подиум Ю Ин Тхак был вынужден явиться в инвалидной коляске.
| Круг                           | Соперник          | Страна                                       | Результат | Основание                               | Время схватки |
| ------------------------------ | ----------------- | -------------------------------------------- | --------- | --------------------------------------- | ------------- |
| 1                              | Эрик Брюло        | Франция                                      | Победа    | 13-1 (4 балла)                          | 4:35          |
| 2                              | Жагмандер Сингх   | Индия                                        | Победа    | 19-7 (4 балла)                          | 4:39          |
| 3                              | Эрвин Кносп       | Федеративная Республика Германии (1949—1990) | Победа    | За явным преимуществом (4 балла)        | 3:56          |
| 4                              | Масакацу Камимура | Япония                                       | Победа    | 11-4 (3 балла)                          |               |
| 5                              | Февзи Шекер       | Турция                                       | Победа    | 7-2 (3 балла)                           |               |
| Финал в группе «Б» (встреча 1) | Масакацу Камимура | Япония                                       | Победа    | Зачёт предварительной встречи (3 балла) |               |
| Финал в группе «Б» (встреча 2) | Февзи Шекер       | Турция                                       | Победа    | Зачёт предварительной встречи (3 балла) |               |
| Финал                          | Эндрю Рэйн        | Соединённые Штаты Америки                    | Победа    | 5-5 (по дополнительным критериям)       | -             |